# Salzano
Salzano (velenceiül Salsan) település Olaszországban, Veneto régióban, Velence megyében. Lakosainak száma 12 799 fő (2023. január 1.). Salzano Mirano, Scorze, Noale és Martellago községekkel határos.

## Népesség
A település népességének változása:
| Lakosok száma | 12 835 | 12 911 | 12 799 |
|               | 2017   | 2018   | 2023   |